# Parafia Niepokalanego Serca Najświętszej Maryi Panny w Dubiecku
Parafia Niepokalanego Serca Najświętszej Maryi Panny w Dubiecku – parafia rzymskokatolicka znajdująca się w archidiecezji przemyskiej w dekanacie Dubiecko. Erygowana w 1408. 
Na terenie parafii jest 2890 wiernych (w tym: Dubiecko – 654, Nienadowa Dolna (część) – 327, Przedmieście Dubieckie – 720, Słonne – 158, Śliwnica – 528, Wybrzeże – 321, Winne-Podbukowina – 182). 
W Słonnem znajduje się filialny kościół pw. Matki Bożej Częstochowskiej.

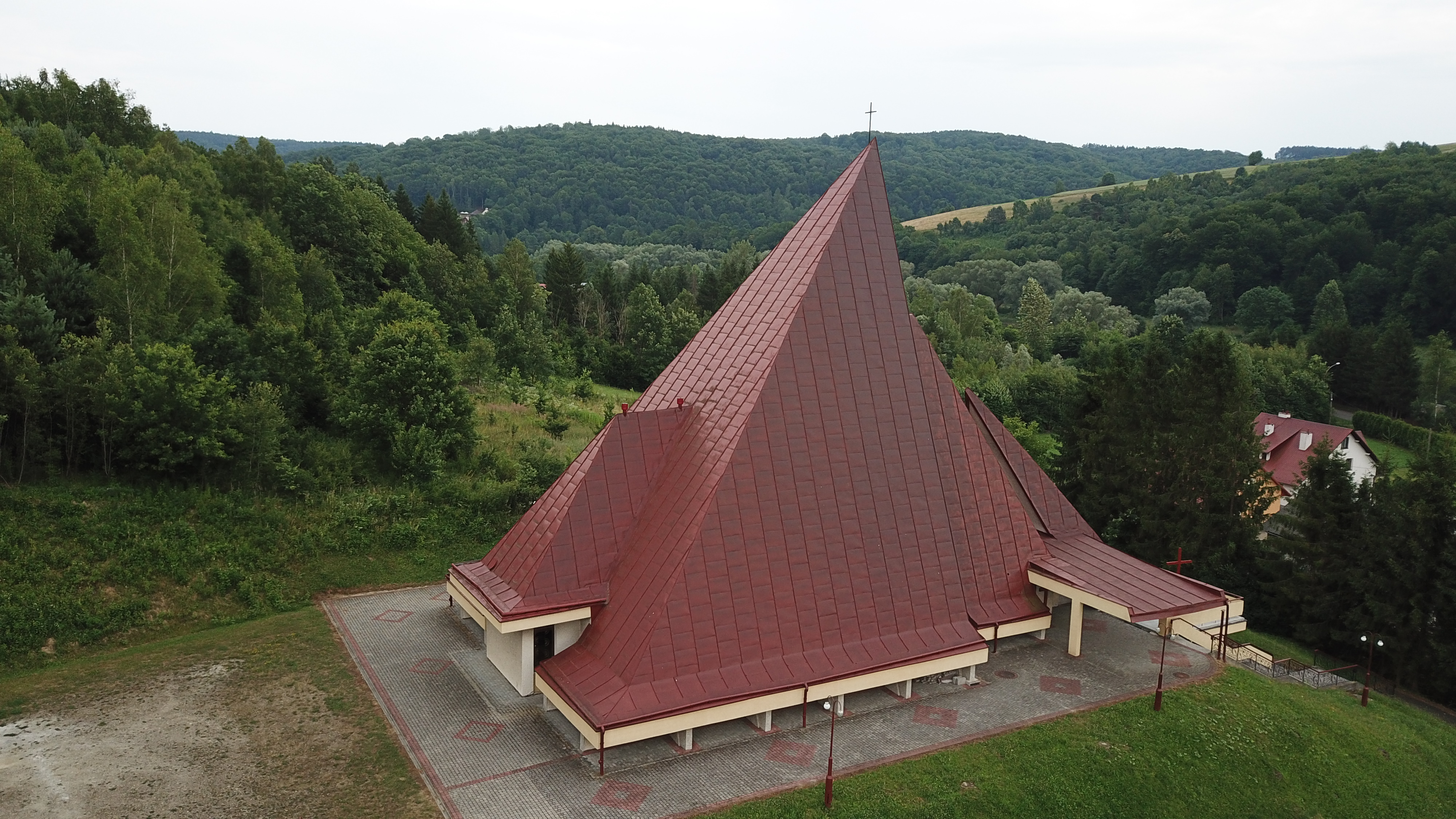
Kościół filialny Matki Bożej Częstochowskiej w Słonnem (2019)